# Marpesia chiron
Marpesia chiron (denominada popularmente, em inglês, Many-banded Daggerwing) é uma borboleta neotropical da família Nymphalidae que se distribui do sul dos Estados Unidos até a Argentina, ocorrendo também em Cuba, Haiti e Jamaica. Apresenta asas de coloração marrom, com três listras grossas e paralelas, mais escuras, que atravessam as asas dianteiras até o final das asas traseiras, ambas margeadas pela mesma coloração. Na parte superior de cada asa anterior existe uma padronagem característica de seis manchas mais claras. Vista por baixo, em pouso e de asas fechadas, a parte de cima das asas é amarronzada e a parte inferior, próxima ao corpo do inseto, é de coloração clara, com linhas finas e mais ou menos amareladas. Também se caracteriza por pequena região de laranja intenso, no final da asa posterior, próximo ao corpo do inseto. A envergadura é de 5,4 a 6,7 centímetros. Possui longas caudas no final das asas posteriores, que caracterizam o gênero Marpesia.

## Hábitos
Marpesia chiron é uma espécie bem distribuída e migratória, podendo existir em florestas primárias e áreas de vegetação menos densa (como parques de grandes cidades, ao longo de trilhas ou próximas a margens de rios - onde reuniões de dezenas, ou mesmo centenas de indivíduos, sugando a umidade do solo, não são incomuns), encontrando-se em altitudes entre zero e 2.500 metros. Machos são vistos extremamente ativos nas horas quentes do dia, voando de um lugar para outro e raramente ficando mais de 2 ou 3 segundos em um mesmo local. As asas são geralmente mantidas eretas, quando em pouso, só as abrindo para se aquecerem ao sol. Fêmeas passam a maior parte de suas vidas no dossel, sendo esquivas e pouco avistadas. Quando dorme, M. chiron forma abrigos de até 15 indivíduos pendurados sob galhos de árvores.

## Ciclo de vida
Ovos de M. chiron são esbranquiçados, depositados individualmente sobre a folhagem de árvores e arbustos na família Moraceae (Ficus, Chlorophora, Brosimum e Artocarpus). Lagartas alimentam-se durante o dia e ficam sobre a superfície das folhas, possuindo coloração esverdeada e linha amarelada na lateral, com 4 espinhos recurvados ao longo das costas e dois na cabeça, formando chifres.[carece de fontes?] As crisálidas são de cor pálida, marcadas com manchas enegrecidas e apresentando projeções filamentosas na parte de trás do abdome e da cabeça.

## Subespécies
Marpesia chiron possui três subespécies:
- Marpesia chiron chiron - Descrita por Fabricius em 1775, exemplar do Haiti (erroneamente indicado como proveniente da Índia).
- Marpesia chiron marius - Descrita por Cramer em 1779, exemplar proveniente do Suriname.
- Marpesia chiron chironides - Descrita por Staudinger em 1886, exemplar proveniente de Cuba.